# Cabo Trafalgar (novela)

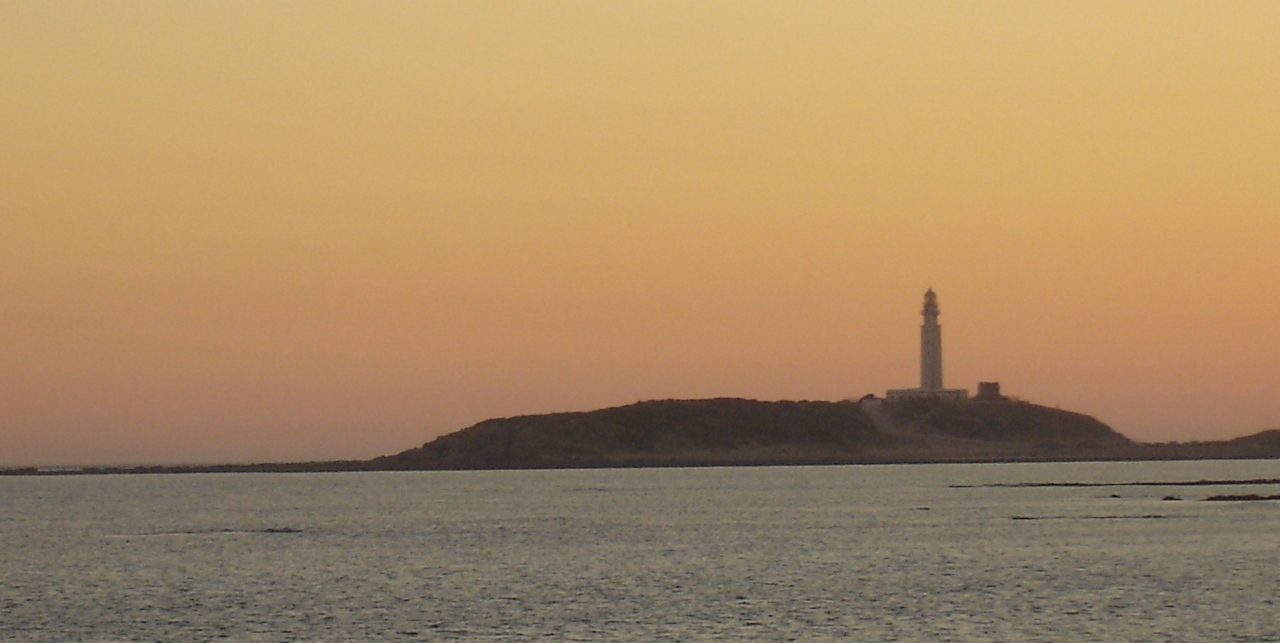
Faro del Cabo Trafalgar.

Cabo Trafalgar es una novela escrita por Arturo Pérez-Reverte en el año 2004. Esta novela le valió ser condecorado en el año 2005 con la Gran Cruz al Mérito Naval, la más alta distinción otorgada por la Armada Española para un civil.
Inspirada en la batalla de Trafalgar, en la cual se enfrentaron la escuadra inglesa comandada por el almirante Horacio Nelson y la escuadra combinada franco-española bajo el mando del almirante francés Pierre Charles Silvestre de Villeneuve el 21 de octubre de 1805.
La novela narra, desde un punto de vista español, la participación en el combate del navío español "Antilla" y su tripulación, especialmente de su comandante Carlos de la Rocha, el guardamarina Ginés Falcó y el marinero Nicolás "Marrajo" Sánchez, reclutado a la fuerza como muchos otros tripulantes de los barcos españoles.
Si bien en Trafalgar nunca luchó un navío Antilla, la libertad del novelista para utilizar la ficción permitió su existencia. Sin embargo, el autor ha tratado de exponer el resto de lo narrado en el libro (los nombres, los barcos, las tácticas, los hechos) basándose en una rigurosa documentación histórica.
El autor emplea un lenguaje bastante llano, comprensible y adecuado para expresar los sentimientos de las tropas españolas e implementa la novela tanto con vocablos ingleses y franceses como jerga gaditana, emulando así el nivel dialéctico de la dotación de los buques españoles y franceses.
Este libro fue editado como un homenaje al bicentenario del combate naval "más famoso de la historia", tal como lo califica el mismo libro.